# Capitalismo viola

La vendita di magliette con slogan femministi è spesso criticata perché la maggior parte della produzione tessile globale è realizzata da donne nei paesi del Sud globale in condizioni di sfruttamento lavorativo.

Il capitalismo viola o capitalismo femminista è un termine utilizzato per descrivere, da una prospettiva critica, l'incorporazione di alcuni principi del movimento femminista nel capitalismo e nell'economia di mercato.
Le critiche si basano, da un lato, sull'argomento che l'integrazione delle donne nel mercato del lavoro non ha portato a un cambiamento di paradigma nel modello socio-economico verso uno più orizzontale ed egualitario, dove persistono i divari salariali, e il lavoro di cura non è stato distribuito equamente, rimanendo prevalentemente a carico delle donne.
D'altro canto, c'è anche un esame critico su come il femminismo venga strumentalizzato per vendere prodotti (come musica o abbigliamento), perdendo il suo significato politico e diventando semplicemente una tendenza che non mette in discussione le condizioni di produzione di questi prodotti ed esclude la maggior parte della popolazione mondiale.